# Бебі-бумери
Бебі-бумери (також відомі як бумери) (англ. baby boomers) є демографічною когортою, яка пришла після мовчазного покоління і передує поколінню X. Покоління бебі-бумерів найчастіше визначають як осіб, народжених між 1946 та 1964 роками.
Як група, бебі-бумери були заможнішими, активнішими та фізично міцнішими, ніж будь-яке попереднє покоління, і першими виросли, по-справжньому очікуючи, що світ покращиться з часом. Однак, це покоління часто піддавали критиці за надмірне споживацтво.
У 1960-1970-ті, коли відносно велика кількість молодих людей вступила в підлітковий вік, — найстаршим бебі-бумерам виповнилося 18 років у 1964 р. — вони та навколишні створили доволі специфічну риторику стосовно своєї когорти та змін в суспільстві, спричинених її розмірами. Ця риторика мала важливий вплив на самосприйняття бумерів, а також їхню тенденцію до визначення світу згідно з поколіннями, що було відносно новим явищем. Бебі-бум описувався як «ударна хвиля» і як «свиня в пітоні». Ці назви відображали сплеск народжуваності у 1946—1964 роках на діаграмі народжуваності у США.

## Терміни та визначення

Народжуваність у США (на 1000 населення). Сегмент 1946 — 1964 років — період бебі-буму — зображено червоним кольором.

Бебі-бумерами називають представників покоління бебі-буму (baby boom — різке зростання народжуваності), які народилися після Другої світової війни у 1940-х—на початку 1960-х років.